# 북면초등학교 승산분교
북면초등학교 승산분교는 대한민국 경상남도 창원시에 있는 공립 초등학교이다.

## 학교 연혁
1947년 6월 20일: 북면국민학교 대산분교장 설립
1952년 3월 3일: 승산국민학교로 승격
1952년 3월 26일: 승산국민학교 제1회 졸업식
1986년 3월 10일: 승산국민학교 병설유치원 개원
1996년 3월 1일: 승산초등학교로 변경
1999년 2월 19일: 제48회 졸업식 (총 졸업생 1885명)
1999년 9월 1일: 북면초등학교 승산분교장으로 개편

## 참고 자료
- 북면초등학교승산분교장 - 한국교육학술정보원 학교알리미